# Sân bay Mã Công
Sân bay Bành Hồ là một sân bay ở Hồ Tây, Bành Hồ, Đài Loan (IATA: MZG, ICAO: RCQC).

## Các hãng hàng không và các điểm đến
- Far Eastern Air Transport (Đài Bắc-Tùng Sơn)
- Mandarin Airlines (Đài Trung)
- TransAsia Airways (Cao Hùng, Đài Bắc-Tùng Sơn)
- Uni Air (Gia Nghĩa, Cao Hùng, Đài Trung, Đài Nam, Đài Bắc-Tùng Sơn)